# Phytomyza conyzae
Phytomyza conyzae este o specie de muște din genul Phytomyza, familia Agromyzidae, descrisă de Friedrich Georg Hendel în anul 1920. Conform Catalogue of Life specia Phytomyza conyzae nu are subspecii cunoscute.